# Rodrigo Escobar Aristizábal
Rodrigo Escobar Aristizábal (ur. 10 lutego 1939 w Pensilvania) – kolumbijski duchowny rzymskokatolicki, w latach 1982-1987 biskup Girardot.

## Życiorys
Święcenia kapłańskie przyjął 15 sierpnia 1963. 21 maja 1982 został prekonizowany biskupem Girardot. Sakrę biskupią otrzymał 14 sierpnia 1982. 17 września 1987 zrezygnował z urzędu.